# Ptilotus parvifolius
Ptilotus parvifolius är en amarantväxtart som först beskrevs av Ferdinand von Mueller, och fick sitt nu gällande namn av Ferdinand von Mueller. Ptilotus parvifolius ingår i släktet Ptilotus och familjen amarantväxter. Inga underarter finns listade i Catalogue of Life.